# Вицкиједа (Ла Специја)
Вицкиједа је насеље у Италији у округу Ла Специја, региону Лигурија.
Према процени из 2011. у насељу је живело 63 становника. Насеље се налази на надморској висини од 122 м.